# 九三学社四川省委员会
九三学社四川省委员会，简称九三四川省委、九三学社四川省委、四川九三学社，是九三学社在四川省的地方组织。